# Elli
Pour les articles homonymes, voir Elli (homonymie).

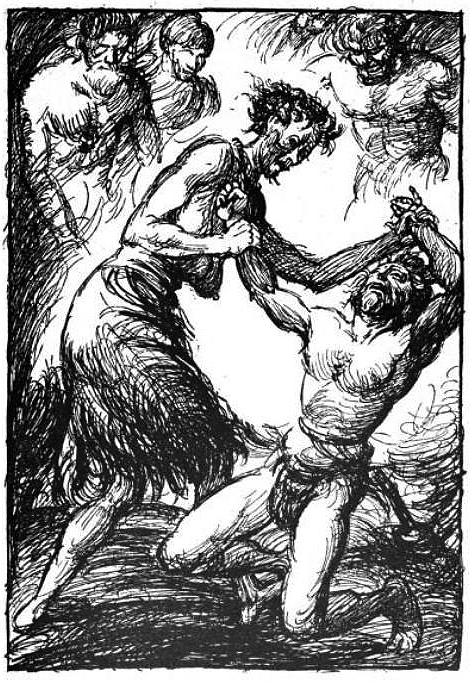
Elli et Thor réalisé par Robert Engels en 1919

Elli est la personnification de la vieillesse dans le Gylfaginning de l'Edda de Snorri écrite par Snorri Sturluson au XIIIe. Selon le mythe de la mythologie nordique, le dieu Thor a été mis au défi par le géant Útgarða-Loki de lutter contre Elli. Elli signifie « vieillesse » en vieux norrois.

## Attestations
Dans le Gylfaginning, Thor, Loki et Thjálfi se rendirent à la résidence d'Útgarða-Loki où ils ont dû prendre part à différents concours. Cependant, tous les concours étaient truqués. Un de ses concours étaient que Thor devait lutter contre Elli. Cependant, Elli personnifie la vieillesse que personne ne peut battre. Thor reparti humilié de cet échec et des autres concours échoués également. Plus tard, il apprit les subterfuges qui ont été montés contre lui et que ses exploits étaient dignes des plus puissants dieux.